# Laguna de Perlas
La Laguna de Perla (espagnol : Laguna de Perlas, prononcé en espagnol : [laˈɣuna ðe ˈperlas]) traduite en français, la  Lagune de perles, est une ville dans la municipalité du même nom. Elle est située dans le Sud de la Côte Caraïbe de la Région Autonome (RACCS) du Nicaragua. C'est le plus grand littoral de la lagune dans la RACCS. L'archipel des Cayos Perlas se trouve au large de la lagune.
En 2005, 8 658 personnes habitaient dans la Laguna de Perla. 

## Histoire
Il y a un siècle, elle était considérée comme la deuxième capitale du Royaume de Miskito lorsque le dernier roi Miskito a pris résidence dans la ville. Il y est arrivé après qu'Henry Clarence l'ai chassé du pouvoir à Bluefields en 1894.
À cette époque, la Laguna de Perla a été appelé "la Grenade de la région de la Mosquitia" par l'un des conquistadores de la Côte du Pacifique (la côte Caribéenne ne faisait pas partie du Nicaragua) en raison de sa beauté et de l'essor du trafic maritime. Un canon du XVIIIe siècle situé dans la rue principale de la ville porte une inscription commémorant les batailles entre les factions libérales et conservatrices de la ville.

## Culture
La majorité des habitants sont Creole, mais un certain nombre de Mosquitos et quelques Garifuna y vivent également.  A l'image de l'anniversaire de la bataille de Bluefields, May Pole (Palo De Mayo) est une journée très célébrée dans la culture populaire. 
Les principales communautés sont Haulover, Kakabila, Marshall Point, Pearl Lagoon, Orinoco, La Fe, Raitipura, Brown Bank, Tasbapounie, Set Net, Wawashan, San Vicente, Awas et Pedregal.

## Sport
On trouve à la Laguna de Perlas quatre équipes de Baseball qui s'affrontent le dimanche, durant la saison sèche : Sweet Pearly, First Stop, The Young Brave, et les Haulover Tigers. Les Lanceurs Albert Williams et Devern Hansack, tous deux natifs de la Laguna de Perla, ont joué dans la Ligue Majeure de Baseball.
Le Basket-ball est également très pratiqué et enseigné dans les écoles primaires et secondaires. 

## Transport
La municipalité de Laguna de perlas est située juste au nord de Bluefields, la capitale de RACCS, et est accessible par bateau. 
Depuis 2006, l'IDR a lancé la construction d'un nouveau chemin rural faisant 17 km, allant de la Colline de Kukra à la Laguna de Perla. En 2011, la route permis un accès direct à la Laguna de Perla de Managua par la route.